# Agnes Garrett
Agnes Garrett (12 de julio de 1845 – 1935)fue una sufragista inglesa, diseñadora de interiores y la fundadora en 1888 de la "Ladies Dwellings Company".

## Biografía
Garrett era hija de Louisa Garrett (con apellido de soltera Dunnell; 1813-1903) y de Newson Garrett (1812-1893), un próspero comerciante. Fue la séptima de once hijos y asistió a un internado en Blackheath, cerca de Londres.

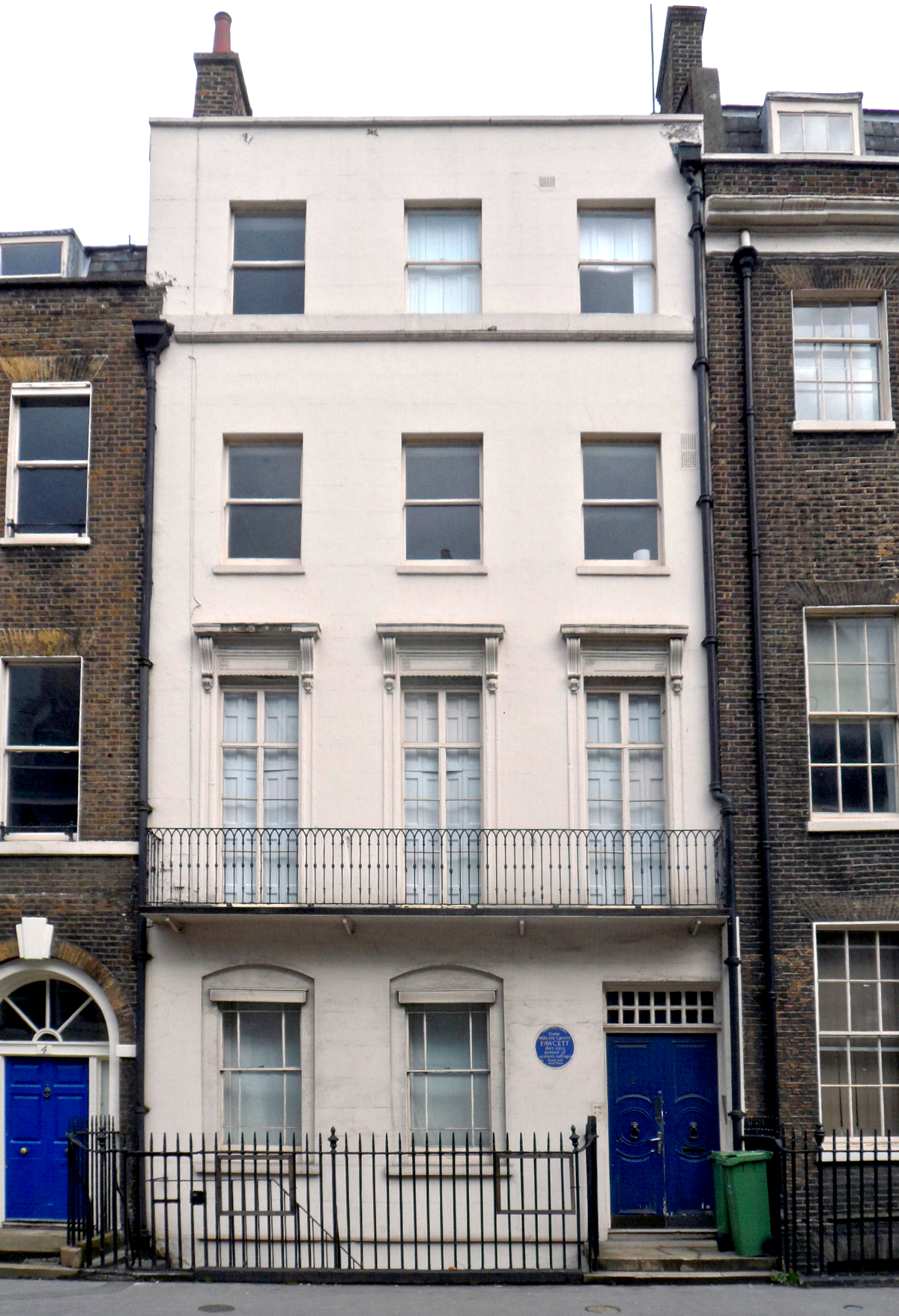
N.º 2, Gower Street en Bloomsbury, lugar donde se encontraba la empresa R & A Garrett

Ella y su prima Rhoda Garrett fueron contratadas por el arquitecto londinense John McKean Brydon en 1871. Esto les dio acceso a una formación que ningún otro estudio estaba dispuesto a permitirles, ya que la arquitectura no se consideraba adecuada para las mujeres. Las primas abrieron la primera empresa de diseño de interiores en Gran Bretaña dirigida por mujeres. R & A Garrett abrió a mediados de 1875, en un piso detrás de la estación de Baker Street, y se trasladó al número 2 de Gower Street en Bloomsbury en el 1884.

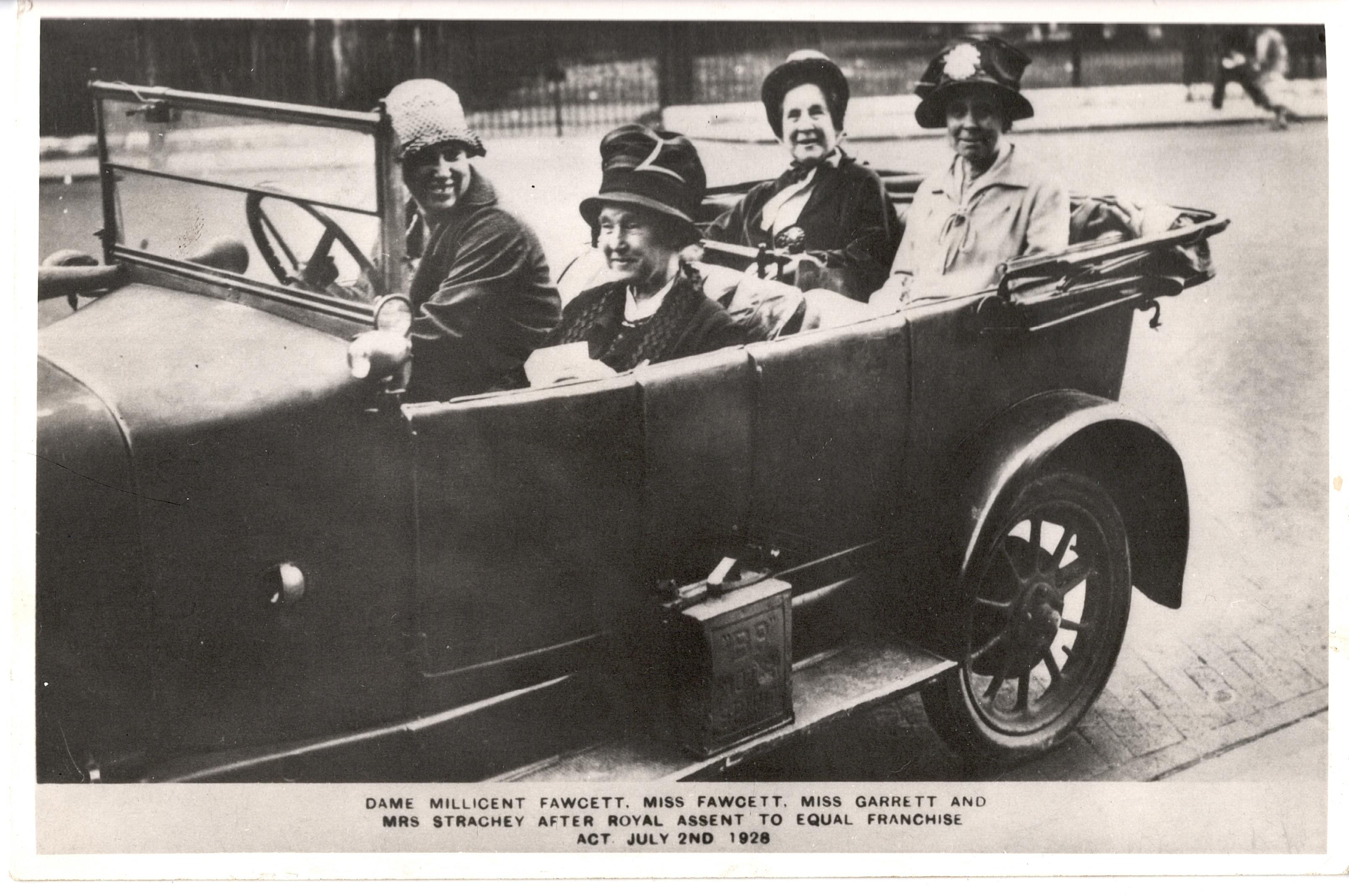
Millicent Fawcett, Agnes Garrett, Miss Fawcett y Ray Strachey después del "Royal Assent " al "Equal Franchise Act" en el 1928

La hermana mayor de Agnes fue Elizabeth Garrett Anderson, la primera mujer británica en obtener en terminar los estudios de medicina, que fundó un hospital pionero para mujeres. Este hospital fue rebautizado después de su muerte como Hospital Elizabeth Garrett Anderson, y Agnes Garrett contribuyó a su diseño. Por ejemplo, diseñó la chimenea del vestíbulo de entrada, que ahora está abierto al público como una galería histórica dentro del renovado edificio de la sede de UNISON.
Agnes fue pintada por la artista Annie Swynnerton en 1885. La pintura sobrevivió y fue identificada por la historiadora Elizabeth Crawford en la década de 2020.
Su hermana menor fue la destacada sufragista Millicent Fawcett. Por sugerencia de Jacob Bright, creó una organización con sede en Londres para presionar a los miembros del parlamento en cuestiones relacionadas con el sufragio femenino. El Central Committee of the National Society for Women's Suffrage se reunió por primera vez el 17 de enero de 1872. El primer comité incluyó a Garrett, así como a Frances Power Cobbe, Priscilla Bright McLaren y Lilias Ashworth Hallett.
Garrett murió en 1935.